# Dichrogaster crassa
Dichrogaster crassa là một loài tò vò trong họ Ichneumonidae.